# کایسا بریستورم
کایسا بریستورم (انگلیسی: Kajsa Bergström؛ زادهٔ ۳ ژانویهٔ ۱۹۸۱) ورزشکار کرلینگ اهل سوئد بود.
وی در مسابقات کشوری و بین‌المللی در مجموع برندهٔ ۱ مدال طلا، ۱ مدال نقره شده‌است.